# Pseudocalamobius
Pseudocalamobius is een kevergeslacht uit de familie van de boktorren (Cerambycidae). De wetenschappelijke naam van het geslacht werd voor het eerst geldig gepubliceerd in 1879 door Kraatz.

## Soorten
Pseudocalamobius omvat de volgende soorten:
- Pseudocalamobius bhutanensis Breuning, 1975
- Pseudocalamobius bispinosus Breuning, 1940
- Pseudocalamobius burmanensis Breuning, 1949
- Pseudocalamobius ceylonensis Breuning, 1940
- Pseudocalamobius discolineatus Pic, 1927
- Pseudocalamobius diversus Breuning, 1948
- Pseudocalamobius filiformis Fairmaire, 1888
- Pseudocalamobius flavolineatus Breuning, 1940
- Pseudocalamobius incertus Breuning, 1940
- Pseudocalamobius japonica (Bates, 1873)
- Pseudocalamobius javanicus Breuning, 1948
- Pseudocalamobius leptissimus Gressitt, 1936
- Pseudocalamobius lobatus Breuning, 1940
- Pseudocalamobius luteonotatus Pic, 1908
- Pseudocalamobius montanus Hayashi, 1959
- Pseudocalamobius niisatoi Hasegawa, 1987
- Pseudocalamobius obscuriscapus Breuning, 1975
- Pseudocalamobius okinawanus Samuelson, 1965
- Pseudocalamobius piceus Gressitt, 1951
- Pseudocalamobius proximus Breuning, 1940
- Pseudocalamobius pubescens Hasegawa, 1987
- Pseudocalamobius rondoni Breuning, 1965
- Pseudocalamobius rufescens Breuning, 1940
- Pseudocalamobius rufipennis Gressitt, 1942
- Pseudocalamobius seriemaculatus Breuning, 1940
- Pseudocalamobius strandi Breuning, 1940
- Pseudocalamobius szetschuanicus Breuning, 1947
- Pseudocalamobius taiwanensis Matsushita, 1931
- Pseudocalamobius talianus Pic, 1916
- Pseudocalamobius truncatus Breuning, 1940
- Pseudocalamobius tsushimae Breuning, 1961
- Pseudocalamobius yunnanus Breuning, 1942